# Joseph Kwaku Afrifah-Agyekum
Mons. Joseph Kwaku Afrifah-Agyekum (* 22. prosince 1954, Akim Swedru) je ghanský římskokatolický duchovní a biskup Koforiduy.

## Život
Narodil se 22. prosince 1954 v Akim Swedru.
Po teologických studiích byl biskupem Dominicem Kodwo Andoh 17. července 1983 vysvěcen na kněze a inkardinován do diecéze Accra. Od roku 1985 byl farním vikářem katedrály v Accře. Následující rok se stal farářem farnosti svatého Petra v Osu. V letech 1992–1993 studoval liturgiku na Papežském ateneu svatého Anselma v Římě. Poté se stal farářem farnosti svatého Jiří v Koforiduze, administrátorem katedrály a generálním vikářem diecéze Koforidua.
Dne 12. dubna 2006 jej papež Benedikt XVI. jmenoval biskupem diecéze Koforidua. Biskupské svěcení přijal 1. července 2006. Světiteli byli arcibiskup Gabriel Charles Palmer-Buckle, arcibiskup Peter Kwasi Sarpong a arcibiskup Gregory Eebolawola Kpiebaya.